# Апулеја Варила
Апулеја Варила (лат. Appuleia Varilla) била је једина ћерка Квинтилије (сестре Публија Квинтилија Вара) и њеног супруга Секста Апулеја, конзула 29. п. н. е. Њен старији брат био је Секст Апулеј, који је служио као конзул 14. н. е. Била је унука Октавије Старије, полусестре првог римског цара Октавијана Августа.
Године 17. н.е. Тиберије ју је оптужио за прељубу и вређање цара, његове мајке Ливије Друзиле и Августа. На суђењу је ослобођена оптужби за издају, али је кажњена због прељубе. Протерана је из Рима и није јој било дозвољено да се приближи граду више од 200 миља. Овако се очекивало од породице да поступи са својим члановима у оваквим околностима. Манлије, њен љубавник, је протеран.